# التاريخ العسكري لباكستان

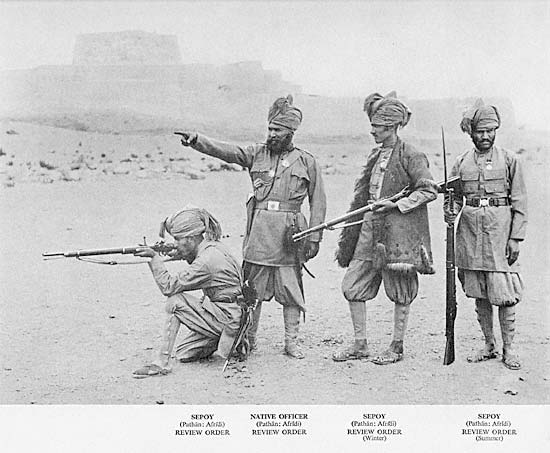

يشتمل التاريخ العسكري لباكستان (بالأردوية: تاريخ عسكری پاكِستان)‏ على بانوراما هائلة من النزاعات والصراعات على امتداد أكثر من 2000 عام في مناطق تشكل باكستان الحديثة وجنوب آسيا الحديثة. بدأ تاريخ الجيش الباكستاني الحديث في عام 1947 حين نالت باكستان استقلالها كدولة حديثة.
يشغل الجيش مكانة بارزة في تاريخ باكستان، إذ لعبت القوات المسلحة الباكستانية، وما تزال تلعب، دورًا بارزًا في المؤسسة الباكستانية وتشكيل الدولة. على الرغم من أن باكستان تأسست كدولة ديمقراطية بعد استقلالها عن الحكم البريطاني، إلا أن الجيش ظل أحد أقوى المؤسسات في البلاد وأطاح أحيانًا بحكومات مدنية منتخَبة ديمقراطيًا على أساس تقييمه الذاتي للفساد وسوء الإدارة. لم يكن لأي من الانقلابات العسكرية الأربعة دوافع مبررة. حرصت الحكومات المتعاقبة على استشارة الجيش قبل اتخاذها لقرارات هامة، لا سيما عندما تتعلق تلك القرارات بنزاع كشمير والسياسة الخارجية. يدرك القادة السياسيون الباكستانيون أن الجيش دخل إلى الساحة السياسية من خلال الانقلابات العسكرية لإقامة ديكتوريات عسكرية، ويمكنه فعل ذلك مرة أخرى. أُنشئت القوات المسلحة الباكستانية في عام 1947 من قبل فرقة من الجيش الهندي البريطاني. أعطيت باكستان وحدات مثل بنادق خيبر، التي استُخدمت بصورة مكثفة في الحربين العالميتين الأولى والثانية. حارب العديد من قادة الجيش الأوائل في كلتا الحربين العالميتين. كان التاريخ والثقافة العكسريين مصدر إلهام القوات الحديثة وتشجيعها، فاستخدمت الأسماء التاريخية للميداليات والفرق المقاتلة والأسلحة المنتَجة محليًا. منذ عهد الاستقلال، خاض الجيش ثلاث حروب كبرى مع الهند. وخاض أيضًا صراعًا محدودًا في كارجيل مع الهند بعد الحصول على قدرات نووية. بالإضافة إلى ذلك، كانت هناك عدة مناوشات حدودية طفيفة مع الجارة أفغانستان. في أعقاب هجمات 11 سبتمبر، انخرط الجيش في صراع طويل الأمد منخفض الحدة على طول الحدود الغربية لباكستان مع أفغانستان، ومع مقاتلي طالبان والقاعدة، بالإضافة إلى أولئك الذين يدعمونهم أو يوفرون لهم المأوى.
إضافة إلى ذلك، شاركت القوات الباكستانية أيضًا في نزاعات أجنبية مختلفة، وعادة ما تعمل كقوات حفظ  سلام تابعة للأمم المتحدة. في الوقت الحاضر، يوجد في باكستان أكبر عدد من الأفراد العاملين تحت إشراف الأمم المتحدة حيث بلغ العدد 10,173 في مارس 2007.

## 550 ق م – 1857

### إمبراطوريات قديمة
شكّلت منطقة باكستان الحديثة (جزء من الهند قبل عام  1947) الساتراب الأقصى شرقًا والأغنى والأكثر اكتظاظًا بالسكان في الإمبراطورية الأخمينية الفارسية لمدة قرنين من الزمن تقريبًا، بدءًا بحكم دارا الأول (522-485 قبل الميلاد). اندلع النزاع الرئيسي الأول حين أطاح الاسكندر المقدوني بالإمبراطورية الأخمينية في عام 334 قبل الميلاد وسار باتجاه الشرق. وغزا الجزء الأعظم من إقليم بنجاب في أعقاب هزيمة الملك بوروس في معركة هيداسبس الشرسة (بالقرب من جيلوم الحديثة). غير أن قواته المنهكة من المعركة رفضت التقدم بشكل أبعد داخل الهند للاشتباك مع الجيش الجرار لسلالة ناندا والفيلة التي كانت في طليعته، الوحوش الجديدة للغزاة. لذلك، تقدم الاسكندر جنوب غرب على طول وادي السند. على طول الطريق، خاض عدة معارك مع ممالك أصغر قبل أن يسير بجيشه غربًا عبر صحراء مكران باتجاه إيران الحديثة. أسس الاسكندر العديد من المستوطنات المقدونية\اليونانية في إقليمي غاندهارا وبنجاب.
مع انسحاب جيوش الإسكندر المقدوني اليونانية والفراسية غربًا، هُزمت الساتراب التي خلفها الإسكندر وفتحتها شاندراغوبتا موريا، الذي أسس إمبراطورية ماوريا التي حكمت المنطقة منذ عام 321 حتى عام 185 قبل الميلاد. تعرضت الإمبراطورية الماورية نفسها للغزو من قبل إمبراطورية شونغا التي حكمت الإقليم منذ عام 185 حتى عام 73 ق م. تُركت أقاليم أخرى مثل ممر خيبر دون حراسة، وتبع ذلك موجة من الغزوات الأجنبية. استغل الملك الإغريقي البختري، ديمتريوس، الظرف وغزا جنوب أفغانستان وباكستان نحو عام 180 ق م، ليشكل المملكة الهندية الإغريقية. اختفت المملكة الهندية اليونانية في نهاية المطاف بصفتها كيانًا سياسيًا نحو عام 10 ميلادي في أعقاب غزوات الهنود السكثويين من آسيا الوسطى. تحولت إمبراطوريتهم إلى إمبراطورية كوشان التي حكمت حتى عام 375 م. ومن ثم تعرضت المنطقة لغزو من قبل الإمبراطورية الفارسية الهندية الساسانية التي حكمت أجزاءًا كبيرة منها حتى عام 565 م.

### الغزوات الإسلامية
نحو عام 712 ميلادي، ضمّ محمد بن القاسم الثقفي معظم إقليم السند (الممتد من مقاطعة السند حتى مولتان) إلى أراضي الدولة الأموية. ونحو عام 997، غزا محمود الغزنوي معظم خراسان وسار باتجاه بيشاور عام 1005، وتلا ذلك غزوات إقليم البنجاب (عام 1007) وبلوشستان (عام 1011) وكشمير (عام 1015) وكانوش (عام 1017). مع نهاية حكمه عام 1030، امتدت دولة محمود من كردستان في الغرب إلى نهر يامونا في الشرق، واستمرت السلالة الغزنوية حتى عام 1187. في عام 1160، استولى محمد الغوري على غزني من الغزنويين وأصبح حاكمًا لها في عام 1173. وسار شرقًا إلى ما تبقى من الأراضي الغزنوية وجوجارات في ثمانينيات القرن الثاني عشر، إلا أن حكام جوجارات من سلالة تشاولوكيا تمكنوا من صده. في عامي 1186-1187 غزا الغوري لاهور واضعًا آخر أراضي الإمبراطورية الغزنوية تحت سيطرته. عاد محمد الغوري إلى لاهور بعد عام 1200 للتعامل مع تمرد قبيلة راجبوت غكار في البنجاب. قمع غوري التمرد ولكنه قُتل خلال غارة غكار على معسكره على نهر جيلوم عام 1206. أسس خلفاء محمد غوري أول دولة هندية مسلمة، سلطنة دلهي. في عام 1211 استولت السلالة المملوكية (وكلمة مملوك تعني «العبد» وكانت تشير إلى الجنود العبيد الأتراك الذين أصبحوا حكامًا على امتداد العالم الإسلامي) على عرش السلطنة. حكمت العديد من السلالات التركية الأفغانية إمبراطورياتها من دلهي: السلالة المملوكية (1211 – 1290) والسلالة الخلجية (1290 – 1320) والسلالة التغلقية (1320 – 1413) والسلالة السيدية (1414 – 1451) والسلالة اللودهية (1451 – 1526). على الرغم من أن بعض الممالك ظلت مستقلة عن دلهي – في جوجارات ومالوا (الهند الوسطى) والبنغال والديكان- فقد خضع كل سهل السند تقريبًا إلى حكم هذه السلطنات الإسلامية الهندية الكبيرة. ولعل أكبر مساهمة للسلطنة كانت نجاحها المؤقت في عزل جنوب آسيا عن الغزو المغولي لآسيا الوسطى في القرن الثالث عشر. ومع ذلك فقد سيطر المغول في نهاية المطاف على أفغانستان وغرب باكستان.

### الإمبراطورية المغولية
منذ القرن السادس عشر حتى القرن التاسع عشر، سيطرت الإمبراطورية المغولية المهولة على معظم أراضي الهند. في عام 1739، غزا الإمبراطور الفارسي نادر شاه الهند وهزم الإمبراطور المغولي محمد شاه، واحتل معظم بلوشستان وسهل السند. بعد وفاة نادر شاه، تأسست مملكة أفغانستان عام 1747 على يد أحد جنرالاته، أحمد شاه عبدلي، وضمت كشمير وبيشاور ودامان ومولتان والسند والبنجاب. في الجنوب، أكدت سلسلة من السلالات المستقلة (دوادبوتاس وكالهوراس وتالبورس) استقلال السند، منذ نهاية حكم أورانجزب. وقعت معظم بلوشستان تحت تأثير خان قلات، بعيدًا عن بعض المناطق الساحلية مثل غوادار، والتي كانت محكومة من قبل سلطان عمان. كانت كونفدرالية السيخ (1748 – 1799) مجموعة من الدول الصغيرة في البنجاب ظهرت في فراغ سياسي نتج عن التنافس بين المغول والأفغان والفرس.